# Vitalij Jarema
Vitalij Jarema (ukr. Віталій Ярема); ukrajinski političar, stručnjak za sigurnosna pitanja; od 27. veljače 2014. prvi je zamjenik ukrajinskog premijera Arsenija Jacenjuka.

## Vanjske poveznice
- Društvena mreža Vitalija Jareme